# Promohypermarkt
Die Promohypermarkt AG & Co. KG war ein Einzelhandelsunternehmen innerhalb der französischen Promodès-Gruppe. Auf dem deutschen Markt war sie mit mehreren Standorten als SB-Warenhauskette Continent vertreten. Nach dem Verkauf an die deutsche Spar zog sich Promodès aus Deutschland zurück, die Häuser wurden auf Interspar umgeflaggt. Einzelne verblieben als Conti SB-Warenhaus im Portfolio der Spar und wurden im Zuge der Übernahme durch Wal-Mart später auf ebendiese Marke umgeflaggt.

## Geschichte
Die Promodès-Gruppe hatte bereits vor dem eigenen Markeneintritt eine Minderheitsbeteiligung an der Continental-Hypermarkt GmbH & Co. KG Vertriebsgesellschaft des Unternehmens Schaper, das später zur ASKO Deutsche Kaufhaus AG gehörte. Aus der Sanierung der konkursgegangenen Co op AG erwarb Promodès im Jahr 1990 mit dem Kauf der co op SB-Warenhaus und Fachmarkt AG 47 SB-Warenhäuser, die zuvor als plaza am Markt platziert waren. Zu diesem Zeitpunkt bestanden sieben Continent-Häuser der ASKO. Laut Experten wurde der Kaufpreis, der zu 30 Prozent mit Krediten deutscher Banken finanziert wurde, bei einer Gesamtverkaufsfläche von gut 315.000 m² auf 220 bis 300 Millionen Mark geschätzt. Zum Zeitpunkt der Übernahme waren 6000 Menschen bei plaza beschäftigt.
Im März 1995 verkaufte das Unternehmen seine vier Standorte in Moormerland-Warsingsfehn, Ostrhauderfehn, Varel, Westerstede an die Bünting-Gruppe, die die Märkte auf Famila umflaggte. Zum 1. Oktober 1996 wurden die verbliebenen 36 Märkte, die drei Zentrallager und die Verwaltung an Spar verkauft. Bereits zuvor erwarb die Spar die Continent-Häuser in Aurich und Jever. Ursprünglich zeigten sich auch die Metro AG, Tengelmann und die Schwarz-Gruppe an einer Übernahme interessiert. Das Unternehmen hatte, vor Verkauf an die Spar, einen Marktanteil von 0,4 Prozent und belegte den 21. Platz unter den Einzelhandelsunternehmen.